# TripAdvisor
Tripadvisor.com er en rejsehjemmeside, der har informationer og anmeldelser af rejserelaterede ting som hoteller, turistattraktioner og restauranter. Det har også et rejseforum.
Tripadvisor var en af de tidligere hjemmesider, der benyttede sig af brugergenereret indhold. Hjemmesiden er gratis at bruge, og brugerne genererer det meste af indholdet i form af anmeldelser. Virksomheden af børsnoteret på det amerikanske NASDAQ-index.
Hjemmesiden har nået over 150 mio. anmeldelser, men den bliver ofte kritiseret for, at indholdet ikke er valideret. Det er bl.a. sket på baggrund af et par sager hvor virksomheder systematisk har skrevet negative anmeldelser om konkurrenten.[kilde mangler] Ligeledes har der været brugere som skrevet ekstraordinært mange anmeldelser Cornell University har udviklet en metode til at vurdere om en anmeldelse er ægte eller ej. Primo 2015 oplyser Tripadvisor selv at de modtager ca. 100 nye anmeldelser i minuttet.[kilde mangler]